# Furcula beida
Furcula beida är en fjärilsart som beskrevs av Charles E. Rungs 1957. Furcula beida ingår i släktet Furcula och familjen tandspinnare. Inga underarter finns listade i Catalogue of Life.